# Whymperia grandis
Whymperia grandis är en stekelart som först beskrevs av Otto Schmiedeknecht 1908.  Whymperia grandis ingår i släktet Whymperia och familjen brokparasitsteklar. Inga underarter finns listade i Catalogue of Life.